# Chiesa di San Michele Arcangelo (Bagnolo)
La chiesa di San Michele Arcangelo in Bagnolo è una chiesa parrocchiale della diocesi di Forlì-Bertinoro. 

## Storia
La chiesa compare come nome nel 1300 fra chi deve tributi alla diocesi di Forlimpopoli. Nel tempo viene più volte rimaneggiata e ristrutturata, mantenendo le forme semplici che probabilmente erano all'origine della prima costruzione. Le modifiche più significative avvengono nel 1925, a opera del parroco Natale Balestri e nel 1954-55 per risanare i danni causati dalla Seconda Guerra Mondiale. Grave in particolare la perdita del campanile originale.
Fra il 2015 e il 2016 vengono risanati e rinforzati i muri, rinsaldata la copertura e rimosso un corpo edilizio che comprometteva l'estetica, sorto di fianco alla casa canonica.

## Descrizione
La chiesa ha la facciata orientata a sud-est e si presenta come un corpo semplice a cui si affianca la casa canonica, circondati poi da spazio ampio e verde. Il complesso si trova vicino alla via Cervese, nella frazione di Bagnolo.
La pianta è longitudinale e a navata unica, l'abside è semicircolare. Sono presenti due cappelle laterali. di forma quadrangolare che formano una sorta di piccolo transetto.
La chiesa è realizzata in mattoni che restano a vista in buona parte della chiesa a eccezione di alcune sezioni rifinite a intonaco, di cui quella più evidente è il basamento della facciata, mentre in altri punti si tratta più che altro di profilature, come nel piccolo rosone, intorno alle finestre laterali e nel coronamento della facciata. L'unico prospetto laterale visibile è quello destro, perché a sinistra si trova la casa colonica adiacente alla chiesa stessa. Sempre a destra è collocato il campanile. Alcune foto d'archivio mostrano il campanile originario, che sorgeva su un'antica torre e presentava una parte più antica quadrangolare su cui si innestava una struttura poligonale alta e piuttosto stretta, culminante nella cella campanaria, con le distruzioni e i conseguenti rifacimenti del dopoguerra la forma si è normalizzata.
L'interno presenta la medesima bicromia bianco-rosso dell'esterno, con uno zoccolo di rosso mattone a vista e parti più consistenti rivestite a intonaco bianco che nelle pareti laterali disegnano forme ad arco.